# Хайме Пенедо
Хайме Пенедо (ісп. Jaime Penedo, нар. 26 вересня 1981, Панама) — панамський футболіст, воротар клубу «Динамо» (Бухарест).
Виступав, зокрема, за клуб «Мунісіпаль», а також національну збірну Панами.

## Клубна кар'єра
У дорослому футболі дебютував 2003 року виступами за команду клубу «Арабе Унідо», в якій провів один сезон.
Згодом з 2004 по 2007 рік грав у складі команд клубів «Кальярі», «Осасуна Б» та «Арабе Унідо» у складі останнього став основним голкіпером.
Своєю грою за останню команду привернув увагу представників тренерського штабу клубу «Мунісіпаль», до складу якого приєднався 2007 року. Відіграв за клуб з Гватемали наступні шість сезонів своєї ігрової кар'єри. Більшість часу, проведеного у складі «Мунісіпаля», був основним голкіпером команди.
Протягом 2013—2016 років захищав кольори клубів «Лос-Анджелес Гелаксі» та «Сапрісса».
До складу клубу «Динамо» (Бухарест) приєднався 2016 року.

## Виступи за збірну
2003 року дебютував в офіційних матчах у складі національної збірної Панами. Наразі провів у формі головної команди країни 118 матчів.
У складі збірної був учасником Золотого кубка КОНКАКАФ 2005 року у США, де разом з командою здобув «срібло», Золотого кубка КОНКАКАФ 2007 року у США, Золотого кубка КОНКАКАФ 2009 року у США, Золотого кубка КОНКАКАФ 2011 року у США, Золотого кубка КОНКАКАФ 2013 року у США, де разом з командою здобув «срібло», Золотого кубка КОНКАКАФ 2015 року у США і Канаді, на якому команда здобула бронзові нагороди, Кубка Америки 2016 року у США.

## Титули і досягнення

### Збірна
Панама
- Золотий кубок КОНКАКАФ:

Срібний призер (2): 2005, 2013
Бронзовий призер (1): 2015
Найкращий воротар турніру (2): 2005, 2013
- Переможець Кубка центральноамериканських націй: 2009

### Клубні
- «Арабе Унідо»: Чемпіон Панами (2): 2004 А, 2004 К
- «Мунісіпаль»: Чемпіон Гватемали (4): 2008 К, 2009 А, 2010 К, 2011 А
- «Лос-Анджелес Гелаксі»: Кубок MLS (1): 2014
- «Динамо»: Кубок румунської ліги (1): 2016-17